# مؤسسه پژوهش‌ها و تحلیل‌های دفاعی هند
مؤسسه پژوهشهاو تحلیل‌های دفاعی هند (به انگلیسی: Institute for Defence Studies and Analyses IDSA) یک مؤسسه تحقیقاتی، پژوهشی، تحلیل‌گر و رهنمودساز در زمینه‌های دفاعی، امنیتی، و موضوعات چالش‌زای مشابهه در حوزه منطقه‌ای و داخلی هندوستان است. این نهاد غیردولتی و غیرانتفاعی سال ۱۹۶۵ تأسیس شده‌است ایده تأسیس این نهاد از سوی وزیر دفاع وقت شری چاوان مطرح شد و بنیان‌گذاران عموماً سابقه نظامی داشته و از بالاترین رده‌های بازنشسته ارتش هستند.
شورای اجرایی مؤسسه نیز از شخصیت‌های ارشد نظامی و استادان برجسته دانشگاه هستند. رئیس‌جمهور ریاست شورای اجرایی مؤسسه را برعهده دارد.
- حوزه‌ها و گروه‌های مطالعاتی و تحلیلی مؤسسه عبارتند از:

1. . مطالعات امور نظامی و دفاعی
2. . امور هسته‌ای
3. . تروریسم
4. . امنیت داخلی
5. . تهدیدات غیرنظامی
6. . امنیت انرژی و تکنولوژی راهبردی
7. . منطقه اوراسیا
8. . جنوب آسیا
9. . غرب آسیا و آفریقا
10. . چین و آسیای جنوب شرقی

مؤسسه هر سال در خصوص موضوعات فوق کتاب‌ها و جزوه‌هایی منتشر می‌کند. بولتن‌های خبری، چکیده و خلاصه موضوعی، مرور هفته، تفسیر ای دی اس آ IDSA نیز از نشریات این موسسه‌است.
از جمله آخرین کتاب‌های نشر یافته می‌توان از: کتاب کشمیر اشغال شده توسط پاکستان- تصویر آسیای ۲۰۳۰ – امنیت دریانوردی – توسعه انرژی هسته‌ای در هند- هند و روسیه شراکت راهبردی، نام برد.
در کتابخانه مؤسسه ۵۶ هزار کتاب با موضوعات تخصصی حوزه‌های ده‌گانه یادشده وجود دارد. علاوه بر سمینارها و کنفرانس‌های موضوعی که به صورت جدولی تهیه شده‌است، جمعه‌ها در این مؤسسه میزگردهای موضوعی برگزار می‌شود.
.
تمرکز پژوهش‌های این مؤسسه بر مناطق و کشورهای آسیای غربی - خلیج فارس است.

## فعالیت‌ها
فعالیت‌های پژوهشی در این مؤسسه براساس یک دستورکار مشخص انجام می‌گیرند. مجلات، مقالات، گزارش‌ها و کتب از وسایل اصلی انتشار و انتقال سیاست‌ها، دیدگاه‌ها و بررسی‌های این مؤسسه می‌باشند. رسانه‌های کشور مقاله‌های منتشر شده توسط کارشناسان این مؤسسه را مرتباً درج می‌نمایند که یک وسیله مهم انتقال دیدگاه مؤسسه می‌باشد. برخی از این کارشناسان به‌طور مرتب در مباحثه‌های تلویزیونی شرکت و با رسانه‌های مختلف گفتگو می‌کنند.
این مؤسسه از زمان تشکیل خود به عنوان یک مرکز بررسی جوانب مختلف امنیت ملی و بین‌المللی بوده و هر سال تعدادی از کنفرانس‌های ملی و بین‌المللی را برگزار می‌نماید. تشکیل میزگردها و کارگاه‌ها در مسائل و تحولات مهم مختلف از وظائف عمده این مؤسسه می‌باشد. این مؤسسه هر هفته در روز جمعه ساعت ۳۰/۱۰ صبح دو سمینار را به‌طور هم‌زمان برگزار می‌نماید. کارشناسان این مؤسسه در این سمینارها در زمینه مسائل روز نظرات خود را ابراز می‌نمایند. این سمینارها فرصت خوبی برای تبادل نظر بین تحلیلگران، استادان، خبرنگاران و طراحان سیاست می‌باشد.

## تاریخچه
مؤسسه مطالعات و بررسی‌های دفاعی در تاریخ ۱۱ نوامبر سال ۱۹۶۵ به عنوان یک انجمن تشکیل شده بود. مأموریت این مؤسسه تأمین ارزیابی‌های منطقی از مسائل مربوط به امنیت ملی و بین‌المللی می‌باشد. این مؤسسه به ابتکار آقای یاشوانت رائو چاوان، وزیر دفاع هند، تشکیل شده و از ابتدا در طراحی سیاست‌های خارجی و امنیتی هند به ویژه در مسائل هسته‌ای، بودجه دفاعی و تهدیدهای متعارف و غیرمتعارف به هند نقش مهمی ایفا نموده‌است.
این مؤسسه برای مقامات نظامی و غیرنظامی برنامه‌های سالانه آموزش برگزار می‌نماید. کارشناسان داخلی و خارجی این مؤسسه در این برنامه‌ها شرکت می‌نمایند.
این مؤسسه توسط یک شورای اجرائی اداره و بودجه آن توسط وزارت دفاع تأمین می‌شود.

## شورای اجرائی
۱. آقای ای.کی.آنتونی، وزیر دفاع، رئیس مؤسسه
۲. خانم مادهو بهاللا. عضو، پروفسور بهاللا از دانشگاه کانادا مدرک دکترا گرفته و استاد در مطالعات آسیای شرقی در دانشگاه دهلی می‌باشد. وی کارشناس رشته سیاست خارجی، امنیت و اقتصاد سیاسی چین، سیاست خارجی آمریکا و تئوری روابط بین‌المللی می‌باشد و در این موضوعات بیش از ۲۰ مقاله و کتاب به چاپ رسانده است.
1. آقای ناریش چاندرا، عضو، قائم مقام پیشین دفتر دولت مرکزی و سفیر پیشین هند در آمریکا می‌باشد. وی در سمت‌های مختلف ارشد دولتی اشتغال داشته‌است.
2. مارشال هوائی ساتیش جی انعامدار، عضو، معاون فرمانده نیروی هوائی هند.
3. آقای ایندرا مالهوترا، عضو، سردبیر پیشین روزنامه تایمزآوایندیا و ستون‌نویس معروف کشور.
4. آقای بی.اس. مالک، عضو، ژنرال بازنشسته که از دانشگاه مدراس دکترا گرفته‌است.
5. آقای راجگوپالان، عضو، سفیر پیشین هند در کوبا و گویان. وی در نمایندگی‌های هند در روسیه، هنگ کنگ، چین، ژاپن، موریس و عربستان سعودی مأموریت داشته‌است و به زبان‌های چینی، فرانسوی و اسپانیوی صحبت می‌کند.
6. آقای پرادیپ کومار، عضو، قائم مقام وزارت دفاع
7. خانم نیروپاما رائو، عضو، قائم مقام وزارت امور خارجه

۱۰. ناریندرا اس سیسودیا، عضو و مدیر کل مؤسسه. وی در ژانویه سال ۲۰۰۵ به این مؤسسه منصوب شد و مدیرکل وزارت دفاع، مدیرکل دفتر شورای امنیت ملی، قائم مقام تأمین و تولیدات دفاعی و عضو هیئت مشاور امنیت ملی بوده‌است.
1. آقای تامس ماتیو، عضو، معاون مدیرکل مؤسسه
2. آقای اودی بهانو سینگ، نماینده کارمندان مؤسسه

## ارتباط بین‌المللی
این مؤسسه با موسسات و سازمان‌های مشابه خارجی به‌طور مرتب مذاکره دوجانبه برگزار می‌نماید. مذاکره با چنین موسسات در مسائل مورد توافق دوجانبه و به‌طور متناوب در دو کشور برگزار می‌شود. کارشناسان دو کشور در مسائل مورد نظر مقاله‌های خود را ارائه می‌نمایند و سپس مباحثه انجام می‌گیرد. گاهی اوقات گزارش‌های این‌گونه برنامه‌ها چاپ هم می‌شوند.
این مؤسسه تا به حال با موسسات ذیل مذاکره دوجانبه برگزار نموده است:
1. مؤسسه مطالعات بین‌المللی و راهبردی بنگلادش

Bangladesh Institute of International and Strategic studies
1. مرکز مطالعات راهبردی بیگن – سادات

Begin – Sadat Centre for Strategic Studies
1. مرکز مطالعات و اطلاعات دفاعی، کوبا

Centre for Defense Studies and Information, Cuba
1. مرکز تحقیقات راهبردی تحت سرپرستی رئیس‌جمهور تاجیکستان

Centre for Strategic Research under the President of the
Republic of Tajikistan
1. مؤسسه روابط معاصر بین‌المللی چین

China Institute of Contemporary International Relations
1. مؤسسه مطالعات بین‌المللی چین

China Institute of International Studies
1. شورای همکاری امنیتی در آسیا پاسیفیک

Council for Security Cooperation in the Asia Pacific
1. مرکز تحقیقات و مطالعات راهبردی امارات

Emirates Center for Strategic Studies and Research
1. مؤسسه مطالعات راهبردی ملی Institute for National Strategic Studies
2. مؤسسه روابط بین‌المللی و راهبردیInstitute of International and Strategic Relations
3. مؤسسه مطالعات سیاسی و بین‌المللی ایران

Institute of Political and International Studies, Iran
1. مؤسسه مطالعات راهبردی ، اسلام‌آبادInstitute of Strategic Studies (ISS), Islamabad
2. مؤسسه تحقیقات صلح بین‌المللی، اوسلوInternational Peace Research Institute, Oslo
3. مؤسسه امور بین‌المللی ژاپن

Japan Institute of International Affairs
1. مؤسسه مطالعات راهبردی قزاقستان

azakhstan Institute for Strategic Studies
1. بنیاد کونارد آدینورKonrad Adenauer Foundation
2. دانشگاه ملی چینگوچی

National Chengchi University
1. مؤسسه ملی برای مطالعات دفاعیNational Institute for Defense Studies
2. مؤسسه مطالعات راهبردی روسیه Russian Institute for Strategic Studies (RISS)
3. دانشگاه سیچووان Sichuan University
4. مؤسسه امور بین‌المللی آفریقای جنوبیSouth African Institute of International Affairs

بعلاوه، این مؤسسه با هیئت‌های کشورهای مختلف نیز در مسائل مختلف تبادل و میزگردها برگزار می‌نماید.
حضور کارشناسان این مؤسسه در رسانه‌ها
کارشناسان این مؤسسه در روزنامه‌های مختلف مرتباً مقاله‌هایی درج می‌نمایند که به‌طور نمونه ۱۴ مقاله نوشته شده توسط این کارشناسان اشاره می‌شود.
Strains in Japan – US security alliance
1. «مشکلات ائتلاف امنیتی ژاپن و آمریکا»، به قلم راجارام پاندا، در «دکن هیرالد» مورخ ۳ نوامبر، ۲۰۰۹: این مقاله معتقد است که دیدار آتی باراک اوباما فرصتی را به ژاپن جهت اعمال رویکرد جدیدی در روابط دوجانبه خواهد بخشید.

Opium, charity and Kabul’s war economy
1. «تریاک و اقتصاد جنگ کابل»، مقاله شانتی مارئیت دی سوزا در روزنامه «بیزنس اسیندارد»، مورخ ۳۰ اکتبر ۲۰۰۹. این مقاله نوشت: سیاست‌های مبتکرانه ضد مواد مخدر به همکاری بیشتر منطقه‌ای، گشت زنی مشترک مرزی، مبادله اطلاعات و اقدامات حقوقی به ویژه تأمین شغل جانشین نیاز دارد.

Deadliest insurgency yet
1. «کشنده‌ترین شورش»، مقاله پی.وی. شنکر در روزنامه «پایونیر». در ضمن این مقاله آمده‌است: مائوئیست‌ها بزرگ‌ترین حمله خود را علیه دولت به راه انداخته‌اند و اگرچه دولت می‌گوید که مصمم به انجام حمله متقابل می‌باشد، روش آن مبهم می‌باشد.

Securing India’s interests in Afghanistan
1. «حفظ منافع هند در افغانستان»، مقاله شانتی مارئیت دی سوزا در روزنامه «هندو» مورخ ۲۳ اکتبر ۲۰۰۹. در این مقاله آمده‌است، بدون توجه به تصمیم‌های آمریکا در خصوص آینده خود در افغانستان، هند باید به روابط با کابل ادامه دهد. اما برای این منظور سیاست مشخصی را اتخاذ نماید.

Dealing with the dragon
1. «برخورد با اژدها»، مقاله نامرتا گوسوامی در مجله «آئوت لوک» مورخ ۱۸ سپتامبر ۲۰۰۹. در این مقاله آمده‌است، هند باید به منظور دلسرد نمودن رفتار مهاجمانه چین نسبت به ایالت آروناچل پرادش مکانیسم بازدارنده خود را تحکیم نماید.

Dangerous liaisons
1. «روابط خطرناک»، مقاله توماس ماتیو در روزنامه «هندوستان تایمز» مورخ ۱۱ سپتامبر ۲۰۰۹. این مقاله می‌نویسد که تسلیحات آمریکایی موجب بروز مسابقه تسلیحاتی در آسیای جنوبی می‌شوند.

Expect new connections between Asia’s largest democracies, India and Indonesia
1. «ارتباطات جدید بین بزرگ‌ترین دموکراسی‌های آسیا – هند و اندونزی»، مقاله پنکج ج‌ها در روزنامه «جاکارتا گلوب» مورخ ۱۰ سپتامبر ۲۰۰۹. این مقاله نوشت: هند و اندونزی در پی انتخابات موفقیت‌آمیز به روند اصلاحات اقتصادی خود ادامه می‌دهند. لازم است که همکاری دوجانبه در زمینه‌های دفاعی، فناوری، انرژی، علوم، کشاورزی، سرمایه‌گذاری و صنایع سطح کوچک نیز بررسی شود.

Turning success into failure
1. «تبدیل توفیق به ناکامی»، مقاله آجه لیله در روزنامه «ایندین اکسپرس» مورخ اول سپتامبر ۲۰۰۹. در بخشی از این مقاله آمده‌است: مأموریت هند به کره ماه که دربارهٔ آن بیش از حد تبلیغات شده بود، در تاریخ ۲۹ اوت به‌طور ناگهانی متوقف گردید چرا که ارتباط ما با سفینه قطع شد.

Afghan polls: Democracy in difficult times
1. «انتخابات افغانستان: دموکراسی در زمان مشکل»، مقاله شانتی مارئیت دی سوزا در وب سایت «ریدف» مورخ ۱۸ اوت ۲۰۰۹. در بخشی از این مقاله آمده‌است: عملکرد رئیس‌جمهور افغانستان از نظر خروج نیروهای آمریکا از این کشور بسیار مهم می‌باشد.

Blood stained hills of Assam
1. «تپه‌های خون آلوده آسام»، مقاله نامرتا گوسوامی در مجله «آئوت لوک» مورخ ۱۴ اوت ۲۰۰۹. این مقاله می‌نویسد که تشنج نژادی جاری در تپه‌های کاچار آسام بین قبیله‌های جیمی و دیماسا را می‌توان از طریق رایزنی سیاسی دوجانبه و اقدامات مناسب دولتی حل و فصل نمود.

Japan poised for political change
1. «ژاپن در آستانه تغییر سیاسی»، مقاله راجارام پاندا در روزنامه «دکن هیرالد» مورخ ۱۰ اوت ۲۰۰۹. در بخشی از این مقاله آمده‌است: مردم از نحوه مدیریت حزب دموکراتیک لیبرال دلسرد شده‌اند.

Lessons from an atomic catastrophe
1. «درس‌ها از فاجعه اتمی»، مقاله ان.اس. سیسودیا در روزنامه «هندو» مورخ ۶ اوت ۲۰۰۹. در بخشی از این مقاله آمده‌است: اجازه ندهید سابقه فاجعه‌آمیز هیروشیما آینده جهان شود.

«عوامل سیاست فضائی قرن بیست و یکم»، مقاله پیتار گارستون در مجله «اسپیس ریویو» مورخ ۳ اوت ۲۰۰۹. در بخشی از این مقاله آمده‌است: دولت اوباما دربارهٔ سیاست فضائی ملی آمریکا رهنمودهای ریاست جمهوری صادر نموده‌است. این رهنمودها خواستار تجدید نظر در این سیاست شده‌است.
Are our defence acquisition in a mess?
1. «آیا عملیات خریداری دفاعی ما با مشکل مواجه شده است؟»، مقاله ناریندرا سیسودیا در روزنامه «اکونامیک تایمز» مورخ ۳۱ ژوئیه ۲۰۰۹. در بخشی از این مقاله آمده‌است، خریداری تسلیحات مانند خریداری ماشین یا کامپوتر نیست. بازار تسلیحات بسیار پیچیده است. فروش تسلیحات توسط دولت‌ها و مقررات چندجانبه صادرات کنترل می‌شود در حالی که مشتری معمولاً دولت یا نهاد دولتی می‌باشد.

## عضویت
مؤسسه مطالعات دفاعی و راهبردی می‌تواند افراد و موسسات مرتبط با مطالعات در زمینه‌های دفاعی، راهبردی و امنیتی به عنوان عضو بپذیرد. شورای اجرائی این مؤسسه مسئول تدوین مقررات مربوط به عضویت می‌باشد. این مؤسسه دو نوع عضویت اعطا می‌نماید: عضویت دائم و عضویت سازمانی. هزینه عضویت دائم ۶۰۰۰ روپیه می‌باشد که فقط یک بار پرداخت می‌شود و هزینه عضویت سازمانی ۲۰۰۰ روپیه سالانه می‌باشد. اعضای دائم و سازمانی دو مجله این مؤسسه به عناوینStrategic Analysis و Strategic Digest را به‌طور رایگان دریافت می‌نمایند و علاوه بر استفاده از کتاب‌خانه مؤسسه می‌توانند در رأی‌گیری در مجمع عمومی مؤسسه نیز شرکت داشته باشند.

## تسهیلات تحقیقات برای کارشناسان خارجی
این مؤسسه به پژوهشگران خارجی متعلق به کشورهای سارک و غیرسارک تسهیلات تحقیقات اعطا می‌نماید. متقاضیان خارجی متعلق به کشورهای غیرسارک باید در گروه‌های مطالعاتی معروف، موسسات تحقیقات سیاست یا دانشگاه‌ها حداقل از سه سال تجربه داشته باشند یا سرگرم انجام تحصیلات دکترا در دانشگاه‌ها باشند. حوزه مطالعه این افراد باید یکی از ذیل باشد: آسیای جنوبی، آسیای شرقی، آسیای غربی، روسیه، آمریکا، آفریقا، تروریسم، مسائل هسته‌ای، تسلیحات کشتارجمعی، تهدیدات غیرمتعارف، امنیت انرژی، امنیت، دفاع، اقتصاد، مدیریت و صنایع دفاعی.
پژوهشگران با پرداخت هزینه اقامت که بین ۷۵۰۰ روپیه تا ۲۲۵۰۰ روپیه ماهانه قرار دارد، می‌توانند از تمام تسهیلات مؤسسه استفاده نمایند.
این مؤسسه پژوهشگران را از کشورهای سارک (غیر از هند) جهت برقراری ارتباط با جامعه تحقیقاتی هند و انجام تحقیقات در موضوعات امنیت منطقه‌ای و بین‌المللی دعوت می‌نماید. کارشناسان متعلق به دانشگاه‌های معروف، گروه‌های مطالعاتی، مقامات دولتی و افراد معروف می‌توانند در این خصوص درخواست نمایند. پژوهشگران برای مدت ۹ ماه دعوت می‌شوند و علاوه بر هزینه‌های سفر و اقامت، ماهانه ۲۰ هزار روپیه پرداخت می‌شوند.

## کتاب‌های تازه نشر کرده
1. بلوچستان در تب و تاب: پاکستان در چهارراه
2. سری لانکا: جستجو برای صلح
3. کشمیر تحت اشغال پاکستان: داستان ناگفته را [بهش گفتم]
4. غرب آسیا در تب و تاب: مفاهیم برای امنیت جهانی
5. هند - روابط ژاپن: مشارکت برای صلح و امنیت در آسیا
6. آب و هوا و جنگ
7. هند و جهان
8. در حال ظهور هند: امنیت و چشم‌انداز سیاست خارجی
9. تغییر دینامیک امنیت در آسیای شرقی: تمرکز بر ژاپن
10. در حال ظهور چالش‌های گسترش سلاح‌های هسته‌ای
11. سازمان ملل متحد: چندجانبه گرایی و امنیت بین‌المللی
12. بنگلادش: دموکراسی شکننده
13. روابط روسیه چین: ارتباط هند
14. پیچیدگی‌های شمال شرقی و عوامل مؤثر بر آن
15. برخورد فرهنگ سیاسی: چین و هند روابط (۱۹۵۷–۱۹۶۲)
16. جنگ عراق ۲۰۰۳: ظهور «یک جانبه گرایی»
17. جهاد در جامو و کشمیر: گالری پرتره
18. نیروی دریایی از جنوب آسیا
19. حاکمیت دولت در قرن 21st: رابطه مفهوم و محدوده
20. قدرت نیروی دریایی چین
21. نفت و گاز در امنیت هند
22. هزینه‌های دفاع هند: ارزیابی نیازهای آینده
23. کامبوج: دهه گمشده
24. نیروی دریایی هند و جنوب شرق آسیا
25. امنیت دریایی هند
26. کارگیل Kargil 1999: جنگ چهارم برای کشمیر پاکستان
27. سیاست‌های هسته‌ای آرژانتین
28. آینده: هند و ازبکستان دیدگاه مشترک در مسائل امنیتی و اقتصادی
29. نظام چین: PLA در حال گذار
30. هسته‌ای /هند اتمی
31. صلح تعاونی در آسیا
32. امنیت متقابل: مورد هند و نپال
33. هند و آلمان گفتگو: تلاش برای صلح و امنیت بین‌المللی
34. پل در سراسر اقیانوس هند
35. آفریقای جنوبی و هند مشارکت استراتژیک به قرن 21st
36. هند و چین و Panchsheel
37. به سوی عصر همکاری: گفتگوی هند و استرالیا
38. امنیت دریایی
39. هند و آسیای مرکزی: پیشبرد منافع مشترک
40. امنیت آسیا و چین ۲۰۰۰–۲۰۱۰
41. نقد و بررسی استراتژیک آسیایی ۲۰۰۲: استراتژی‌های امنیتی آسیا در دوره‌ای از عدم قطعیت
42. طلوع تازه آسیا: چالش‌های صلح و امنیت ۲۰۰۱
43. امنیت آسیا در قرن 21st